# Phormium tenax
Phormium tenax på svenska kallat nyzeeländskt lin är en grästrädsväxtart som beskrevs av Johann Reinhold Forster och Johann Georg Adam Forster. Phormium tenax ingår i släktet Phormium och familjen grästrädsväxter. Inga underarter finns listade i Catalogue of Life. Arten är endemisk för Nya Zeeland.

## Etymologi
Trots sitt namn på svenska och engelska (New Zealand flax) så är nyzeeländskt lin inte släkt med äkta lin. Europeiska bosättare kallade Phormium tenax för lin eftersom växtfibrerna liknade det lin som fanns i övriga delar av världen.

## Utseende
Bladen på nyzeeländskt lin kan bli 3 meter höga och de svarta blomstjälkarna 4-5 meter höga. Frökapslarna växer upprätt från stjälkarna från senvår och under hösten.

### Betydelse för djurlivet
Växten är en källa för skydd och mat för många arter. Tui, korimako, Philesturnus, markfladdermus, geckoödlor och flera arter av insekter äter nektarn från växtens blommor. Det sällsynta snigelarten Placostylus bollonsi som bara lever i Far North District använder buskaget som skydd och lever på fallna löv från växten.

## Användning
På maori heter växten harakeke och enligt maorifolkets mytologi skapades växten när skogsguden Tāne parade sig med sin kvinnliga förfäder Pakoti och hon födde fram växten.
Nyzeeländskt lin var en av de viktigaste växterna för maorierna. Varje bosättning och marae hade en odling. Det avlades fram olika varieteter av växten med olika styrka, färger, mjukhet och så vidare. Växten hade brett användningsområde. Kläder, mattor, korgar, rep, fågelfällor och fisknät tillverkades av bladen. Flottar tillverkades av ihopbuntande torkade blomstjälkar. Nektarn från blommorna användes för att sockra mat och dryck.
Nyzeeländskt lin användes även som medicin. Det klibbiga kådan som växten producerar användes för att behandla blåsor och sår eller mot tandvärk. Bladen användes för att linda in brutna ben och torra blad användes som bandage för sår. Linsaft användes som desinfektionsmedel.
För européerna blev växten en viktig exportvara och var Nya Zeelands största export under 1800-talet fram till slutet av århundradet då ull och fryst lamm tog över förstaplatsen.
I modern tid används nyzeeländsk lin i handkräm, schampo, tvål och andra skönhetsprodukter.

## Bildgalleri

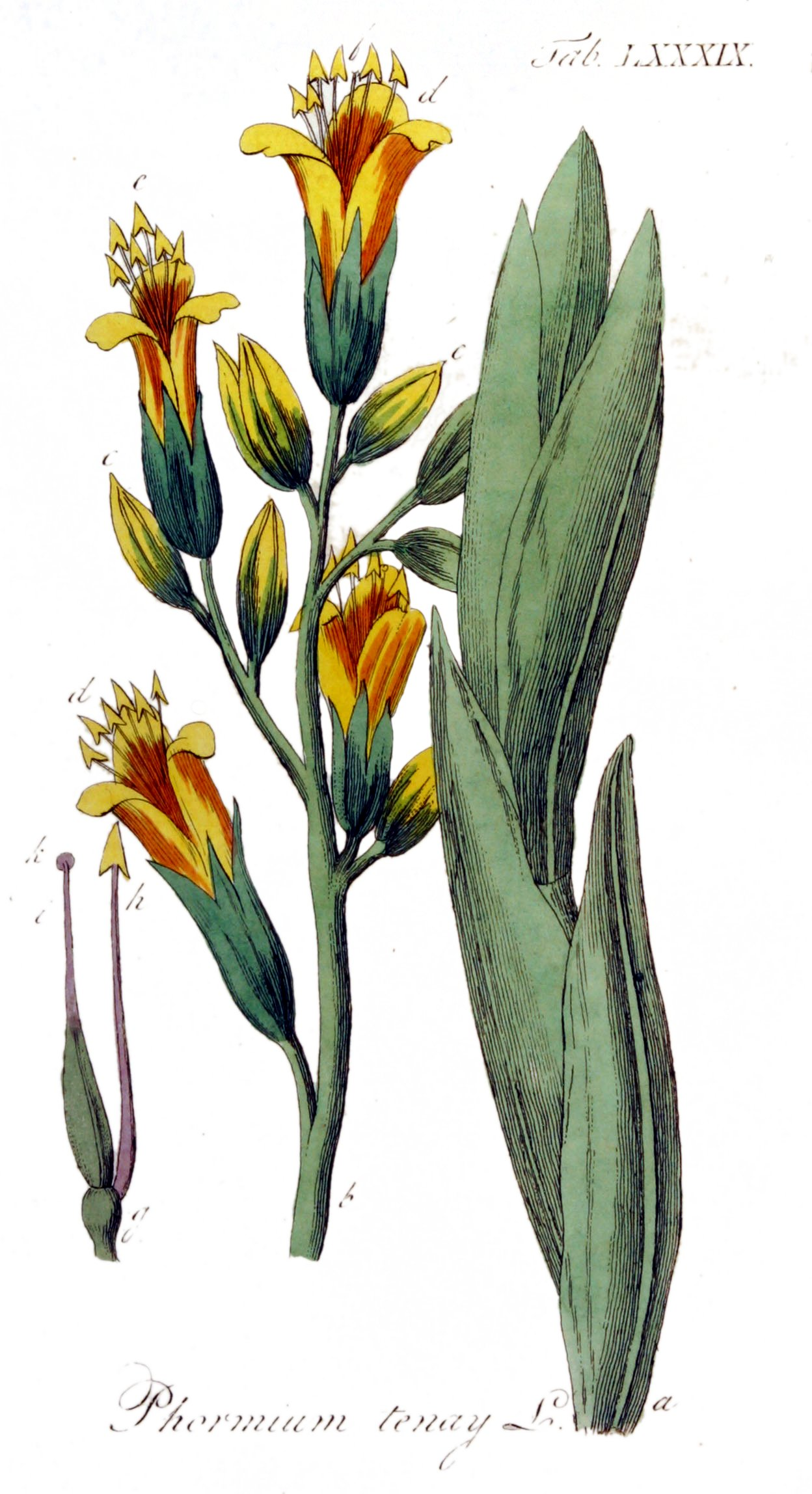
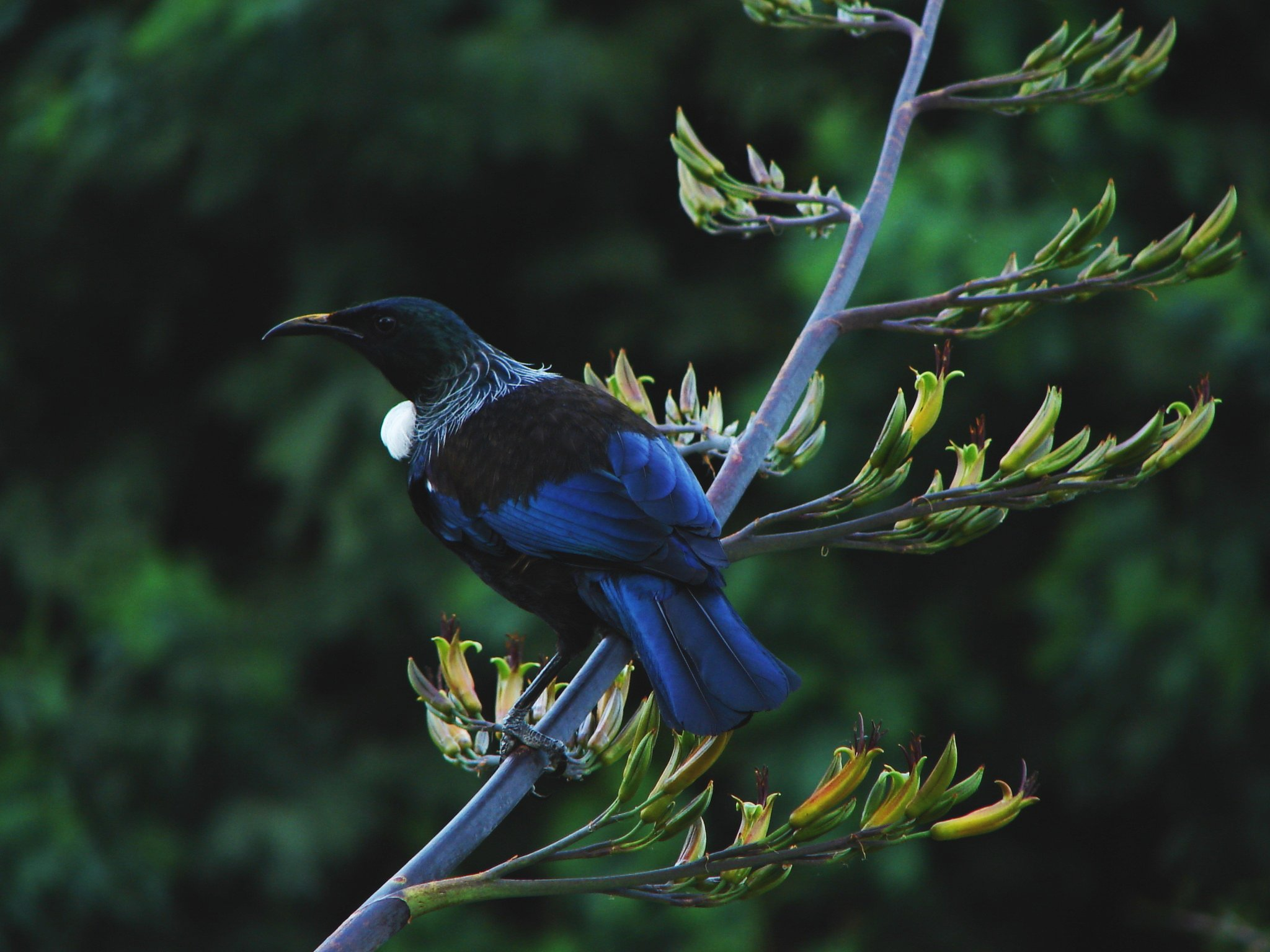
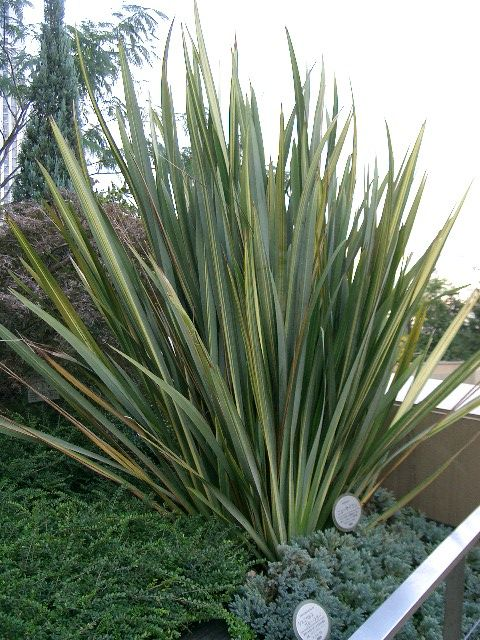
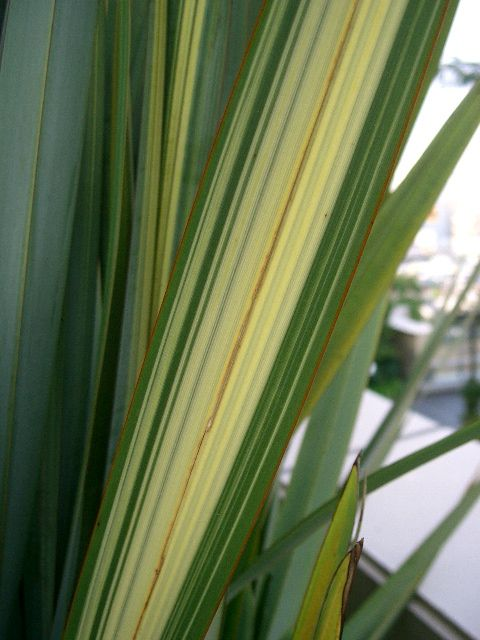
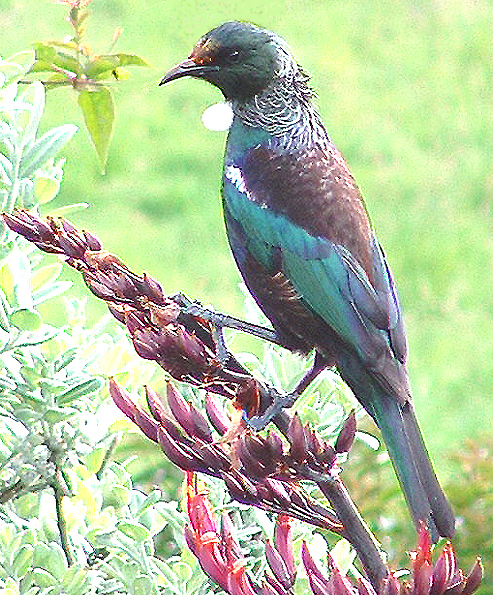
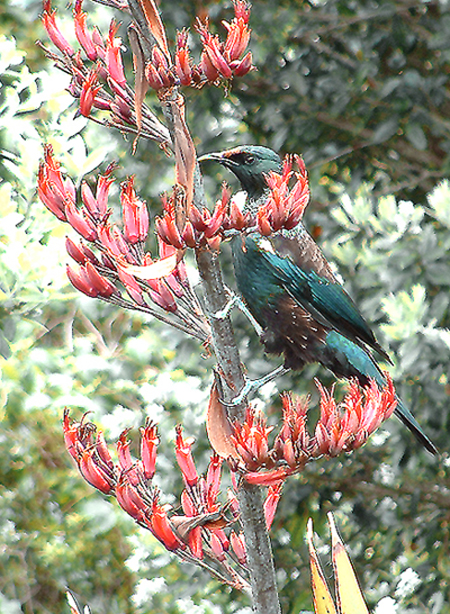
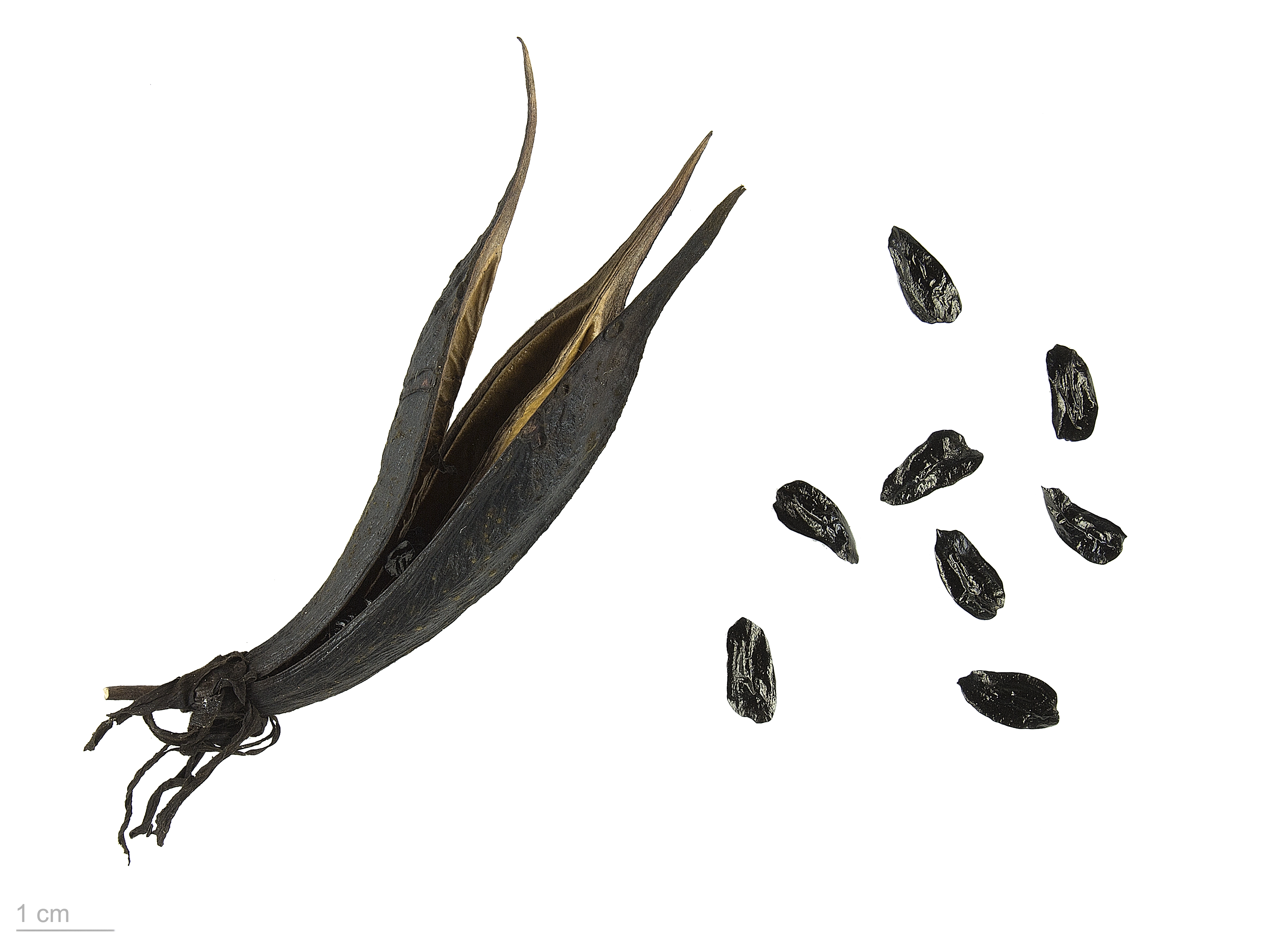
Phormium tenax - Museiexemplar